# Sarah Bonnici
Sarah Bonnici (Gozo, 30 mei 1998) is een Maltese zangeres.

## Biografie
Bonnici nam in 2009 deel aan de Maltese preselectie voor het Junior Eurovisiesongfestival. Ze eindigde als derde. Een jaar later waagde ze wederom haar kans en eindigde ze als zevende. In 2022 nam ze voor het eerst deel aan de Maltese preselectie voor het Eurovisiesongfestival. Ze haalde de finale en werd twaalfde. Twee jaar later waagde ze opnieuw haar kans, en ditmaal met succes. Met Loop won ze, waardoor ze haar vaderland mocht vertegenwoordigen op het Eurovisiesongfestival 2024 in het Zweedse Malmö. Op het festival eindigde ze laatste in haar halve finale.
Haar vader is een van Malta's rijkste mensen, de miljardair Marcel Bonnici, CEO van Mercury Towers en voetbalclub Hamrun Spartans.
1971: Joe Grech · 
1972: Helen & Joseph · 
1975: Renato · 
1991: Paul Giordimaina & Georgina · 
1992: Mary Spiteri · 
1993: William Mangion · 
1994: Chris & Moira · 
1995: Mike Spiteri · 
1996: Miriam Christine · 
1997: Debbie Scerri · 
1998: Chiara · 
1999: Times Three · 
2000: Claudette Pace · 
2001: Fabrizio Faniello · 
2002: Ira Losco · 
2003: Lynn Chircop · 
2004: Julie & Ludwig · 
2005: Chiara · 
2006: Fabrizio Faniello · 
2007: Olivia Lewis · 
2008: Morena · 
2009: Chiara · 
2010: Thea Garrett · 
2011: Glen Vella · 
2012: Kurt Calleja · 
2013: Gianluca Bezzina · 
2014: Firelight · 
2015: Amber · 
2016: Ira Losco · 
2017: Claudia Faniello · 
2018: Christabelle · 
2019: Michela · 
2021: Destiny Chukunyere · 
2022: Emma Muscat · 
2023: The Busker · 
2024: Sarah Bonnici · 
2025: Miriana Conte